# Orgilus exilis
Orgilus exilis är en stekelart som beskrevs av Muesebeck 1970. Orgilus exilis ingår i släktet Orgilus och familjen bracksteklar. Inga underarter finns listade i Catalogue of Life.